# Black Force Domain
Black Force Domain – studyjny debiut brazylijskiego zespołu Krisiun, grającego death metal.

## Lista utworów
Opracowano na podstawie materiału źródłowego.
1. "Black Force Domain" – 5:22
2. "Messiah of the Double Cross" – 5:04
3. "Hunter of Souls" – 4:06
4. "Blind Possession" – 3:48
5. "Evil Mastermind" – 4:22
6. "Infamous Glory" – 2:08
7. "Rejected to Perish Below" – 4:47
8. "Meanest Evil" – 4:24
9. "Obsession by Evil Force" – 3:45
10. "Sacrifice of the Unborn" – 4:02
11. "Nuclear Winter" – 5:31 (Sodom cover)
12. "Total Death" – 3:14 (Kreator cover)

## Twórcy
Opracowano na podstawie materiału źródłowego.

- Moyses Kolesne - gitara elektryczna
- Max Kolesne - perkusja
- Alex Camargo - śpiew, gitara basowa
- A.V. Coelho - oprawa graficzna, zdjęcia
- Alan Douches - remastering
- Sergio Caffe - zdjęcia
- Daniel Stilling - inżynieria dźwięku
- Sergio Sakamoto - produkcja muzyczna
- Eric de Haas - producent wykonawczy
- Ula Gehret - produkcja muzyczna (reedycja)
- Marco Barbieri - produkcja muzyczna (reedycja)
- Raj Naik - oprawa graficzna (reedycja)
- July Simons - okładka (reedycja)